# Eleuterio e Sempre Tua

Rina Morelli (Sempre Tua) e Paolo Stoppa (Eleuterio), protagonisti tra il 1966 e il 1974 degli sketch radiofonici andati in onda a Gran varietà.

Eleuterio e Sempre Tua sono stati due personaggi immaginari, creati da Maurizio Jurgens e interpretati da Paolo Stoppa e Rina Morelli, protagonisti di una serie di 56 scenette complessive andate in onda tra il 1966 e il 1974 per quattro edizioni della trasmissione radiofonica Gran varietà.
Da queste scenette, nel 1976, venne tratto un primo libro edito da Rusconi. Una trentina di anni più tardi, nel 2008, Dario Salvatori e i tre figli di Jurgens (Stefano, Gessica e Carlo) pubblicheranno un secondo libro con le trascrizioni integrali delle scenette sui copioni originali ritrovati negli studi radiofonici della Rai di via Asiago 10.
Dal 2009 Gessica e Carlo Jurgens riproposero, ammodernandole, nove sketch storici della serie in diverse recite teatrali sia in forma di lettura che recitata, interpretate da altri attori, tra i quali Elisabetta De Palo e Riccardo Bàrbera nel 2011, Gioia Cacciari e Romano Dainelli nel 2014.

## Storia
(Dario Salvatori, 2008)
Il personaggio di Sempre Tua apparve già il 3 luglio 1966, dalla prima puntata del primo ciclo del programma radiofonico, per tredici scenette, quando passa le vacanze al mare da sola al Lido di Venezia scrivendo lettere al marito (il quale non compare mai in voce) rimasto in città a lavorare. Nel settembre 1966 Maurizio Jurgens, ispirandosi al successo teatrale di Caro bugiardo di Jerome Kilty propose di far debuttare Paolo Stoppa e Rina Morelli insieme in uno sketch scritto su misura per loro, basato su questo lavoro che avevano già recitato nel 1961 in teatro e sul piccolo schermo nel 1963, ma ispirato anche, nelle dinamiche della vita coniugale, allo sceneggiato del 1960 Vita col padre e con la madre tratto dai romanzi Life with father e Life with mother di Howard Lindsay e Russel Crouse, dove interpretavano Clarence (Carlo) Day e sua moglie Vinnie, al centro di vicissitudini familiari, osservati dal figlio.
La prima messa in onda dello sketch radiofonico avvenne il 2 ottobre 1966, l'ultima il 3 marzo 1974. Una coppia della borghesia romana, Eleuterio (Stoppa) e Sempre Tua (Morelli) passavano la domenica insieme in continui battibecchi coloriti, caustici e talvolta impietosi, a metà strada tra ironia e sottili crudeltà; quando degenerano in litigio avveniva il consueto ritorno della moglie a casa della madre nel popolare quartiere di Trastevere, mentre il marito rimane in uno dei quartieri più esclusivi, quello dei Parioli. Nella realtà i due attori rimasero insieme per quarant'anni, dal 1936 al 1976 – la Morelli si era sposata nel 1932 con l'attore Gastone Ciapini e si separò dopo poco tempo – ma decisero di vivere in case separate.
A somiglianza del lavoro teatrale di Kilty, durante la settimana marito e moglie si scrivono ogni giorno lettere epistolari – le date che gli attori leggono sono le stesse precedenti e coincidenti la messa in onda della trasmissione – interrogandosi ogni volta sui motivi che hanno portato al clamoroso litigio e abbandono del tetto coniugale da parte della donna. Sempre Tua è di carattere sognante, con la testa tra le nuvole, un po' lunatica ma sempre pronta a imporre al marito nuove iniziative perlopiù suggerite prima dalla madre e poi, nell'ultimo ciclo del novembre 1973, da una sorella maggiore petulante e invadente (ad esempio la culturizzazione delle masse). Invece Eleuterio è più concreto e sbrigativo, talvolta irascibile e offensivo (arriva a definire madre e sorellina "zampogna", "dinosauro", "Mostro di Loch-Ness" e altri epiteti similari) ma alla fine della settimana si rappacifica con la moglie poiché durante la sua assenza nel suo appartamento accadono sempre cose strane, ogni volta risolte prontamente dalla portinaia.
Nella seconda loro apparizione, durante l'estate del 1967, nel ciclo condotto da Raimondo Vianello, Sempre Tua si trova in vacanza all'Isola d'Elba mentre Eleuterio rimane in città, andandola a trovare durante il fine settimana, con l'intento di porre un freno alle spese folli che effettua durante il soggiorno, anche se la sostanza non cambia. Nella terza, messa in onda da gennaio ad aprile del 1970, si ritorna nelle loro abitazioni. La quarta, tra il novembre 1973 e il marzo 1974, fu anche quella conclusiva: quindici episodi dell'ultima serie nel maggio del 2015 sono stati immessi in rete da Rai Teche. Tra il dicembre del 2012 e aprile del 2013 il canale web radio della Rai Wr6 – oggi non più attivo e confluito in Rai Radio Techete' – aveva diffuso una dozzina di trasmissioni integrali dello spettacolo radiofonico tra cui quella del 6 gennaio 1974 dove Paolo Stoppa e Rina Morelli sono presenti. Lo sketch Il libro di Pirandello, della durata di circa 11 minuti, venne presentato anche in televisione, il 3 giugno 1967, nella nona puntata di Sabato sera.

## Elenco e riassunto scenette
(La classica frase di Sempre Tua (Rina Morelli) al momento del rientro a casa di Eleuterio)
Di seguito si riporta l'elenco e un breve riassunto degli sketch andati in onda, sia del personaggio di Sempre Tua nella sua apparizione durante il primo ciclo di trasmissioni (l'elenco è parziale poiché mancano le prime sei) sia delle 56 scenette recitate in coppia (tra parentesi la data di messa in onda).

### Il Prequel: Sempre Tua al mare

#### Il cocktail della stampa(14 agosto 1966)
Sempre Tua deve recarsi a un cocktail della stampa in un albergo di Venezia insieme a un accompagnatore e scrive una lettera ad Eleuterio pregandolo di acquistare dodici abiti consoni al luogo lussuoso che frequenterà: quattro da pomeriggio, quattro da mezza sera e quattro da serata intera. Per il marito, che arriva nel fine settimana, la moglie manderà in tintoria il doppio petto blu utilizzato il giorno del matrimonio.

#### La strana gelosia(21 agosto 1966)
Sempre Tua, afflitta da gelosie, scrive una lettera a Eleuterio in quanto crede che lui, rimasto solo in città, abbia avuto avventure con altre donne. Lei, però, che sostiene di essere da sola, in realtà ha conosciuto un dottore che l'ha invitata prima a una gita in motoscafo, poi a una cena a base di ostriche, quindi a danzare.

#### La vecchia Bugatti(28 agosto 1966)
Sempre Tua vorrebbe che Eleuterio partecipasse a una gara di automobili d'epoca, ma è piuttosto contrariata dal fatto che il marito abbia fracassato il tavolo dell'albergo dove alloggia solo perché un suo giovane ammiratore l'ha invitata a ballare in sua presenza. Per farsi perdonare, durante la settimana acquista una vecchia Bugatti facendola arrivare direttamente in aereo da Londra, e prende a noleggio a Parigi alcuni vestiti da pilota automobilistico col colore intonato alla carrozzeria della vettura. Quando vincerà la gara, oltre a fare bella figura Eleuterio avrà in premio, oltre alla coppa, anche un bacio dalla avvenente madrina della competizione, ma ci sarà una ulteriore sorpresa.

#### Il cabinato(4 settembre 1966)
Eleuterio, per il fine settimana, ha invitato alcuni suoi amici al mare e Sempre Tua, facendo confusione, invece di prenotare tre cabine acquista un costosissimo cabinato per sei persone. La cosa provoca attriti tra marito e moglie e allora lei, per eliminare ogni dissidio, decide di regalare il cabinato al bagnino. I pagamenti continuerà ad effettuarli lei, intestando però le cambiali al consorte.

#### Lo smoking(11 settembre 1966)
Nel fine settimana è programmata l'elezione della reginetta di bellezza del Lido e Sempre Tua affitta uno smoking ad Eleuterio poiché l'ha fatto ammettere come componente della giuria. Ma tra di loro sorgono i consueti dissidi perché l'abito ha un colore non consono all'evento e, inoltre, lui si accorge di un altro particolare piuttosto imbarazzante.

#### Gli extra sul conto(18 settembre 1966)
Sempre Tua, in occasione del concorso di bellezza per cani, invita nella sua stanza d'albergo i dieci animali finalisti e, per fare gli auguri di compleanno ai suoi genitori, sapendoli in vacanza ma non avendo il loro recapito, telefona a un centinaio di alberghi trovandoli infine a Parigi. Li invita per trascorrere una settimana con lei al Lido, e il conto degli extra sostenuti viene recapitato ad Eleuterio.

#### La festicciuola di ringraziamento(25 settembre 1966)
Sempre Tua, negli ultimi giorni di vacanza, organizza una festa di addio per tutti gli ospiti dell'albergo con una cena a base di ostriche, caviale e champagne; inoltre addobba la sala da pranzo con composizioni floreali fatti giungere apposta dal Giappone. Per giustificare queste spese fa credere che Eleuterio abbia ricevuto un'eredità, e quando la notizia viene divulgata il marito viene assediato da persone che gli propongono investimenti sicuri.

### Prima stagione

#### Il fiasco di vino(2 ottobre 1966)
Eleuterio, una volta rientrato a casa dal lavoro, sogna una cenetta prelibata, ma le pietanze che Sempre Tua gli ha preparato non sono proprio quelle da lui immaginate; per giunta, un fiasco di vino posto dalla moglie proprio in mezzo al tavolo, oltre a ricordargli la suocera, gli impedisce di vedere la televisione.

#### L'enciclopedia(9 ottobre 1966)
Eleuterio, dopo aver cenato, si mette a leggere un libro mentre Sempre Tua tenta di risolvere le parole crociate e si trova una definizione difficile da risolvere. Il marito non sa rispondere al quesito, e la invita a consultare la costosa enciclopedia in dieci volumi da poco acquistata. Sempre Tua, invece di sistemare i libri nella biblioteca, li ha piazzati nella credenza della cucina e, quando ha effettuato le pulizie, li ha sparpagliati sul pavimento.

#### La rapida telefonata(16 ottobre 1966)
Eleuterio, rincasato dal lavoro, aspetta una telefonata veloce ma importante e rimprovera a Sempre Tua che sua madre stia molto tempo attaccata all'apparecchio. Dopo alcuni falsi allarmi, quando finalmente il telefono squilla risponde ancora la suocera, che vuol parlare con la figlia. Eleuterio, adirato, si accinge a dirle ciò che pensa quando Sempre Tua gli sfila la cornetta e gliela sbatte sul sopracciglio.

#### Il pranzo(23 ottobre 1966)
Eleuterio, rientrato dal lavoro, vorrebbe pranzare ma Sempre Tua è in ritardo nel cucinarlo; il marito si immagina che lei gli abbia preparato un gustoso risotto alla milanese, ma la suocera ha suggerito a Sempre Tua che lui deve mettersi a dieta e quindi gli tocca un pasto dietetico, mentre la moglie si mette a mangiare le pietanze destinate al marito poiché, sempre secondo sua madre, risulta essere deperita e deve perciò nutrirsi.

#### Il sonnellino(30 ottobre 1966)
Eleuterio, dopo aver pranzato, vorrebbe appisolarsi sulla sua sedia pieghevole (una savonarola) ma Sempre Tua gli rammenta di continuo alcune scadenze dei pagamenti e di compleanni. Il marito, adirato per l'interruzione del sonnellino pomeridiano, vorrebbe avere un caffè e la donna, dopo aver minacciato di mettere il curaro nella bevanda, prende la sedia e alcuni vasi di fiori, scagliandoli contro la vetrata della finestra, riducendola in frantumi: la sedia pieghevole finisce sul marciapiede sottostante a pochi centimetri dalla portinaia.

#### La tazzina di caffè(6 novembre 1966)
Eleuterio, svegliatosi controvoglia alle sette del mattino per recarsi al lavoro, vorrebbe che Sempre Tua gli preparasse una tazzina di caffè ma la moglie inizia a domandare quale pietanza vorrebbe mangiare per pranzo. Lui inizia a metterle fretta e comincia ad apostrofare sua suocera con epiteti piuttosto coloriti. Per tutta risposta, Sempre Tua gli rovescia la bevanda sulla sua canottiera che ha indosso.

#### Il libro di Pirandello(13 novembre 1966)
Sempre Tua ha deciso di invitare sua madre a cena a casa loro poiché in televisione quella stessa sera trasmettono La giara di Luigi Pirandello e lei non può vederla poiché non possiede l'apparecchio televisivo. Eleuterio le ribadisce che non ha molto piacere di vederla, e che può tranquillamente portarle a casa sua il libro di Pirandello nella quale è riportata la novella narrata. Non perde occasione poi di offendere nuovamente la suocera, e la moglie gli scaglia addosso il libro colpendolo sulla testa.

#### La porta sbattuta(20 novembre 1966)
Eleuterio sveglia di prima mattina la moglie ancora appisolata sul letto poiché si è accorto che la camicia da lui prediletta è ancora da stirare mentre le altre, tutte orribili e dai colori improbabili, non tanto consone all'austerità del luogo di lavoro, mandate in tintoria tre mesi prima, non sono state ancora ritirate. Sempre Tua si accinge piuttosto di malavoglia a stirargliela quando alle ennesime offese di Eleuterio alla suocera, lei se ne va sbattendo la porta in faccia e colpendo il suo naso.

#### Il flacone di lacca(27 novembre 1966)
Eleuterio rincasa per il pranzo e la moglie, notato l'aumento del costo della vita, a ogni piatto che gli serve dice quanto le è costato facendo il paragone con i prodotti di bellezza che ha acquistato, tra cui una costosa lacca per capelli. Al marito passa l'appetito poiché le passa sempre una diaria mensile per la spesa e, una volta saputo che è stata la suocera ad avere quest'idea, cerca di fare giustizia sommaria cercando un oggetto contundente. Sempre Tua, preso il flacone, gli spruzza un getto di lacca sugli occhi.

#### Il fumo fa male(4 dicembre 1966)
Eleuterio dopo la cena si mette a riordinare i suoi documenti e non ritrova alcuni appunti. Diventa impaziente e Sempre Tua, leggendo l'articolo di un giornale ritagliato da sua madre, attribuisce la nevrosi del marito al vizio del fumo. Lui, arrivato al culmine, vorrebbe accendersi una sigaretta ma lei glielo impedisce. Preso un tagliacarte, la minaccia e in risposta la moglie le getta un piccolo quadro in testa.

#### La brocca d'acqua(11 dicembre 1966)
Eleuterio, prima di addormentarsi, vorrebbe leggere un libro giallo ma Sempre Tua lo interrompe di continuo con i pretesti più svariati. Alla fine, lei vuole che il marito gli fornisca una brocca colma di acqua da porre sul comodino. Lui esegue il suo ordine e a quel punto la situazione si capovolge: Sempre Tua si mette a leggere il libro mentre Eleuterio, sempre più adirato, desidera dormire.

#### Lo scarabocchio(18 dicembre 1966)
Il Natale si avvicina e Sempre Tua vuol fare un regalo a sua madre; acquista un televisore nuovo. Constatato che un investimento di Eleuterio è andato a buon fine, decide di pagarla con una cambiale intestata a quest'ultimo e, non riuscendo a imitare la sua scrittura, la firma con uno scarabocchio. Quando lui rientra dal lavoro riesce a scoprire l'inghippo.

#### Il Natale(25 dicembre 1966)
Siamo a Natale. Eleuterio, insolitamente gentile, vorrebbe passarlo con Sempre Tua all'insegna della tranquillità ma al cenone della vigilia hanno invitato i genitori di lei, attaccati alle consuete tradizioni. Entrambi hanno acquistato tutto ciò che serve per trascorrere il giorno di festa, e una volta insieme, nell'attesa dell'arrivo dei suoceri elencano le spese fatte, alcune delle quali doppie. Sketch conclusivo della prima stagione, è l'unico dell'intera saga a svolgersi in una sola giornata, dove non ci sono flashback e dove apparentemente non si bisticcia.

### Seconda stagione

#### Dodici ostriche(2 luglio 1967)
Sempre Tua ha iniziato il trimestre di vacanza in un albergo all'Isola d'Elba e per festeggiare l'avvenimento invita una dozzina di amici conosciuti sul luogo ai quali fa dono di dodici ostriche, pescate direttamente sul luogo di origine e, per impreziosirle, fa aggiungere a ciascuna una perla di grande valore. Eleuterio, rimasto in città – il quale a malapena non riesce a cucinare neppure una minestra – una volta arrivato da lei scopre che le ostriche acquistate sono in realtà 120, perla inclusa, pagandole naturalmente sul suo conto. Tenta di fare giustizia sommaria con coltello e forchetta, ma lei rincara la dose acquistando altre 30 perle da mettere nella sua collana.

#### Le spigole vive(8 luglio 1967)
Sempre Tua fa partecipare Eleuterio, a sua insaputa, a una gara di pesca e, per fargli fare bella figura, affitta due motopescherecci con ciurma inclusa, i quali hanno già provveduto a pescare 75 spigole vive, utilizzando i soldi spediti per saldare la mensilità del soggiorno in albergo. Quando il consorte scopre tutto, vorrebbe scagliare contro la moglie una credenza, ma lei, per placarlo, decide di rimborsare personalmente una parte delle spese sostenute. Una volta arrivato il conto, si scopre che Sempre Tua ha pagato di suo soltanto gli ami per la pesca.

#### La rivieretta(16 luglio 1967)
Eleuterio spedisce i soldi alla moglie per prenotare la rivieretta dove abbronzarsi, ma Sempre Tua li utilizza per finanziare una festa di beneficenza con annesso concorso di bellezza. Le prime tre classificate, insieme ai loro accompagnatori, vinceranno un soggiorno all'albergo Rivieretta delle isole Hawaii. Al marito conferisce l'incarico di distributore dei biglietti alla cassa, ma Eleuterio, sempre più adirato, vorrebbe scagliarle addosso un tavolo. In seguito, grazie al titolare di un'agenzia di viaggi, si scopre che Sempre Tua ha acquistato due biglietti in più per le Hawaii, destinati ai suoi genitori.

#### L'anellino smarrito(23 luglio 1967)
Sempre Tua mentre sta effettuando una gita in barca smarrisce un prezioso anellino con il brillante, che le donò sua madre anni prima, durante il fidanzamento con Eleuterio. Per ritrovarlo, ingaggia una squadra di palombari i quali, venuti apposta da Taranto, impiegano tre giorni per ripescarlo dai fondali. Eleuterio, sempre più arrabbiato, rovista la consolle per afferrare uno spiedo e, una volta calmato, scopre che Sempre Tua aveva promesso ai palombari, oltre al costo dell'ingaggio, anche un premio supplementare di centomila lire.

#### Lo sci acquatico(30 luglio 1967)
Sempre Tua vuole dedicarsi allo sport dello sci acquatico e ingaggia un insegnante e un pilota di motoscafi fatti venire appositamente dalla Liguria. Quando Eleuterio, prima della cena, scopre i costi elevati di quella operazione, distrugge una cristalliera e il tavolo con rivestimento in vetro dell'albergo. In seguito si accorge che la moglie ha invitato anche i suoi genitori a constatare i progressi fatti in quella disciplina.

#### La festa da ballo(6 agosto 1967)
Sessanta cadetti dell'Accademia nautica in vacanza premio sono di passaggio con la nave scuola all'Elba e Sempre Tua, durante la loro sosta, viene invitata in visita al vascello. Per ricambiare, la donna organizza a spese di Eleuterio una festa da ballo nella sala da pranzo dell'albergo con cena fredda composta da vivande prelibate. Il marito tenta di gettarle addosso una cassapanca, e in seguito scopre un biglietto di ringraziamento dei cadetti con la fattura dell'orefice per i sessanta portachiavi d'argento personalizzati ordinati da Sempre Tua in ricordo della loro visita.

#### Il premio letterario(13 agosto 1967)
Sempre Tua, utilizzando i risparmi del libretto postale di Eleuterio, decide di organizzare un concorso letterario per gli ospiti dell'albergo, con il primo premio fissato a due milioni di lire. Quando il marito scopre la macchinazione, prende un set di coltelli da cucina per l'arrosto con l'intenzione di lanciarli addosso alla consorte. Più tardi scopre che Sempre Tua ha fatto stampare da un tipografo mille copie del libro scritto dal giovane vincitore del premio, per incoraggiarlo a proseguire.

#### Il bagno in piscina(20 agosto 1967)
Sempre Tua, insieme ad altre signore, decide di fare una colletta per costruire una piscina da utilizzare in caso di maltempo in spiaggia, in accordo col proprietario dell'albergo che mette a disposizione un appezzamento di terreno. Mentre le villeggianti donano cinquecentomila lire ciascuna, Sempre Tua ne fornisce il doppio soltanto perché ha avuto l'idea. Eleuterio prende diversi cerini e incendia le tende della sala da pranzo, ma poi si presenta un addetto che reclama il pagamento delle sdraio e di ombrelloni nuovi posizionati accanto alla piscina.

#### Un po' di musica leggera(27 agosto 1967)
Sempre Tua decide di organizzare una serata musicale; una sua amica villeggiante stipula il contratto e lei anticipa i soldi per ingaggiare nomi celebri (Mina, i Rokes e Armando Trovajoli), prendendoli dai risparmi che Eleuterio le aveva lasciato nei casi di emergenza. Il marito prende un secchio di vernice e una pennellessa con l'intento di punire Sempre Tua e tutte le sue amiche, e in seguito si presenta il direttore dell'albergo per reclamare il saldo del conto dei fiori e degli accendini d'oro forniti in omaggio alle personalità.

#### La caccia al tesoro(3 settembre 1967)
Sempre Tua decide di organizzare una caccia al tesoro dove Eleuterio starà nell'automobile della giuria e la suocera darà il via alla gara. Il primo premio consiste in una crociera in oriente di venti giorni, dal costo di due milioni di lire, che la moglie ha chiesto in prestito al fratello del marito. Eleuterio rompe tutto in una volta un servito di piatti dell'albergo, e in seguito il titolare di un autonoleggio esige il pagamento della fattura riguardante l'accompagnamento dei due vincitori al porto di Napoli, dove parte la crociera.

#### La festa del mare(10 settembre 1967)
La fine delle vacanze si sta avvicinando e Sempre Tua organizza una festa del mare, dal costo di cinquecentomila lire, utilizzando i soldi presi in prestito dalla madre. Eleuterio, con un forchettone come tridente, deve interpretare la parte di Nettuno sopra un motoscafo truccato da cavalluccio marino, ma quando scopre che deve rimborsare alla suocera le spese sostenute per la festa, impugna il forchettone e devasta la sala da pranzo. In seguito si presenta l'artificiere con una fattura per i fuochi d'artificio conclusivi.

#### La serata d'addio(17 settembre 1967)
Nella giornata conclusiva delle vacanze all'Elba Sempre Tua organizza una sfilata di auto antiche, fatte arrivare dal Museo dell'automobile di Torino con tanto di autisti, vestiti dell'epoca, gara, premiazione del vincitore e cena finale. La donna finanzia il tutto con i soldi di Eleuterio grazie alla doppia firma sul conto bancario. Il marito compie l'ultima devastazione dell'albergo gettandole addosso il televisore con il tavolo, e più avanti si vede recapitare la fattura del trofeo in oro massiccio destinata al vincitore della gara, del valore di duecentomila lire.

#### La crostata di visciole(24 settembre 1967)
Dopo essere rientrata dalle vacanze, Sempre Tua decide di festeggiare il suo ritorno con una cena a base di vivande prelibate invitando i suoi genitori. A Eleuterio ha preparato la crostata di visciole da lui preferita. Il marito aveva intenzione di trovarle un lavoro come domestica per il rimborso delle spese impreviste da lui sostenute, ma quando sente rammentare la suocera ricomincia a bisticciare come prima e la moglie, esasperata, gli getta addosso la crostata macchiando la camicia nuova costata diciottomila lire.

### Terza stagione

#### Una cucchiaiata di ragù(18 gennaio 1970)
Eleuterio torna a casa dal lavoro e Sempre Tua asserisce di non avere ancora preparato il pranzo, in quanto è stata tutta la mattina al telefono con la madre e successivamente si è recata a fare la spesa. Lei in realtà ha già cucinato per sé gnocchi al ragù e coda alla vaccinara, mentre Eleuterio deve seguire la dieta del fantino e quindi ha pietanze meno sostanziose. Ricominciano i bisticci e Sempre Tua getta una cucchiaiata di ragù sull'occhio sinistro del marito. In seguito, una volta fatta la pace, la moglie propone ad Eleuterio di cominciare una nuova dieta: quella dei dissociati, composta soltanto di verdure.

#### La lampadina(25 gennaio 1970)
Prima di cena Eleuterio si accorge che Sempre Tua ha tolto la lampadina del suo studio, posizionandola nella sala da pranzo. Al momento di accenderla, però, anch'essa si fulmina e sono costretti a cenare a lume di candela. Il marito le ordina di andare a comprare un'altra scorta di lampadine, e al suo rifiuto prende una cassapanca e la insegue. Sempre Tua, con uno sgambetto, lo fa cadere provocandogli una tumefazione in fronte. Quando viene proposto di applicare uno stabilizzatore di corrente, Eleuterio si accorge che la moglie ha tolto la lampadina della camera da letto mettendola nella stanza da bagno.

#### Una sveglia che suona(1º febbraio 1970)
Eleuterio e Sempre Tua si accingono a dormire ma lei parla rigirandosi nel letto matrimoniale, spostandosi continuamente e lasciando il marito senza le coperte. I tentativi di incitarla ad addormentarsi non sono fruttuosi e lui, sempre più irritato, ricomincia con le solite offese a moglie e suocera. Lei gli scaglia addosso una sveglia che si rompe e inizia a squillare. Quando entrambi si sono calmati, Sempre Tua propone al marito di dormire dentro un sacco a pelo, così lei durante il dormiveglia può muoversi nel letto tutte le volte che desidera.

#### Un pizzico di sale(8 febbraio 1970)
Sempre Tua ha fatto una sorpresa ad Eleuterio e, prima di pranzo, gli fa notare sul tavolo una nuova saliera a forma di ferro di cavallo, acquistata dalla suocera. Quest'ultima, diventata superstiziosa, ha donato alla figlia un libro sul malocchio nel quale vengono descritte tutte le cose che portano male. Eleuterio non crede a queste superstizioni e, roso dalla fame, diventa sempre più impaziente; la moglie gli getta sugli occhi una manciata di sale che per poco non lo acceca. Tempo dopo, Sempre Tua pretende che il marito entri in casa poggiando per primo il piede sinistro.

#### Il ritratto di mammina(15 febbraio 1970)
Sempre Tua, su suggerimento della madre, riposiziona l'ordine dei libri della biblioteca di Eleuterio mischiandone i colori, e davanti alla scrivania dello studio piazza un enorme ritratto della suocera. Poiché non ci arriva in altezza, utilizza i dodici volumi mai letti della nuova enciclopedia. Il marito pretende che lei sistemi tutto come era prima; al suo rifiuto, cerca di distruggere il dipinto e con una testata fracassa il vetro che lo protegge. Più tardi Sempre Tua sistema nuovamente il ritratto e i libri utilizzando il divano di Eleuterio.

#### Il vaso di Murano(22 febbraio 1970)
Eleuterio deve scendere a comprare le sigarette e Sempre Tua gli dice di prendere anche dei viveri dal fornaio e dal macellaio. Il marito si indispettisce perché per lei è ormai diventata una consuetudine mandarlo a fare delle commissioni tutte le volte che esce di casa. Sempre Tua, stizzita per le solite offese alla madre, gli lancia contro un vaso di Murano che si rompe per terra rischiando di colpirlo in fronte. Tempo dopo, la moglie acquista un altro vaso e ricomincia con le solite richieste quando Eleuterio vuole andare a comprare il giornale.

#### Una bottiglia di Acqua di Colonia(1º marzo 1970)
Eleuterio e Sempre Tua devono uscire per un appuntamento importante e, mentre lui è già pronto da due ore, la moglie perde tempo a sistemarsi il trucco e le ciglia finte, accumulando un'ora di ritardo. Una volta terminato, è indecisa sul vestito da indossare. Alle rimostranze del marito, lei reagisce scagliando una bottiglia di Acqua di Colonia femminile che, frantumandosi, colpisce il naso di Eleuterio. Più tardi, lui scopre che Sempre Tua ha rinviato l'appuntamento di una settimana ma non sa ancora quale vestito mettersi.

#### Prontezza di riflessi(8 marzo 1970)
Sempre Tua, usando una ricetta della madre, per il pranzo ha preparato uno sformato di lasagne verdi e, quando Eleuterio rientra, lui si accorge che ha uno strano colore, marrone scuro. La moglie tergiversa fino a quando nota che durante la cottura si è bruciato. Eleuterio non lo vuole mangiare e lei getta la teglia ancora calda sul suo viso procurandogli qualche ustione. Tempo dopo, riprova a cucinare un altro sformato di lasagne. Da notare che in questa scenetta Eleuterio rivela la sua età, che è di 45 anni: il personaggio quindi è nato nel 1925, mentre Stoppa, che lo interpretava, era di diciannove anni più anziano.

#### Il tappeto spostato(15 marzo 1970)
Sempre Tua, all'insaputa di Eleuterio, dà alla madre le chiavi della casa di montagna a Pescasseroli per farla soggiornare laggiù un fine settimana. Il marito si accorge di tutto grazie a una telefonata inaspettata e a un armadio di colore azzurro. Lui aveva progettato di passarci un periodo di ferie ma, sfumata la possibilità, cerca di aggredire Sempre Tua, che sposta il tappeto facendolo cadere a terra. In seguito, poiché loro non hanno intenzione di uscire, la suocera passerà un altro fine settimana nella località montana.

#### Un elenco di nomi gettato in aria(22 marzo 1970)
Eleuterio dopo pranzo si appisola sul divano ma Sempre Tua lo sveglia dicendo che deve chiamare il falegname per riparare la gamba del tavolo. Il marito cerca la rubrica del telefono e scopre che manca anche il pomello del cassetto del piccolo mobile dove è custodito ed è costretto ad aprirlo con una pinza. Quando cerca il numero, non lo trova poiché lei li ha scritti disponendoli casualmente. Eleuterio si adira e la donna gli lancia contro la rubrica colpendolo sul naso. Più tardi telefona un compagno di scuola del marito ma lui non riesce ancora a trovare il suo recapito.

#### La statuina di Sèvres(29 marzo 1970)
Sempre Tua, su suggerimento della madre, per un investimento sicuro acquista a rate in una gioielleria un collier con solitario del valore di due milioni e mezzo, accreditando il tutto sul conto di Eleuterio. Il marito se ne accorge poiché quando legge un libro giallo scopre casualmente la fattura intestata a lui. Nello stesso momento arriva la telefonata di un autosalone comunicante l'arrivo della Jaguar ordinata da Eleuterio per lavoro e lui, al colmo della rabbia, confessa che quell'automobile sportiva l'ha comprata solo per il gusto di investire la suocera. Sempre Tua gli getta addosso una preziosa statuina in porcellana di Sèvres, frantumandola. Tempo dopo, lei intravede nella vetrina della gioielleria un altro oggetto prezioso.

#### La teiera rovesciata(5 aprile 1970)
Eleuterio sta scrivendo col pennarello una importante relazione di lavoro e Sempre Tua si presenta nel suo studio con una pettinatura nuova e i capelli allungati poiché deve recarsi alla festa di compleanno della madre. Quando lei pretende che gli rimborsi le trentamila lire spese e in più le dia i soldi per il regalo alla suocera, tenta di mandarla via ma Sempre Tua rovescia la teiera ricolma di liquido che macchia i fogli dove è scritta la relazione. Tempo dopo, la moglie sfoggia una nuova acconciatura e, avendo anticipato i soldi, vuole ancora il rimborso da Eleuterio.

### Quarta stagione

#### La rubrica del telefono(4 novembre 1973)
Nel piano di riforme programmate da Sempre Tua in combutta con la sorella maggiore c'è il cambio della rubrica telefonica, che da rossa diventa gialla, e i numeri importanti li scrive a casaccio secondo un ordine astruso comprensibile soltanto a lei. Eleuterio, che deve chiamare l'idraulico, non riesce a trovare il suo numero né quello di tutti gli altri fornitori di servizi. Ricominciano i litigi; in seguito Sempre Tua vuole iniziare la riforma della scrivania nello studio di Eleuterio.

#### Il centro storico(11 novembre 1973)
Sempre Tua, attuando il piano di riforme concepito dalla sorella maggiore sulla valorizzazione del centro storico, chiude a chiave la porta del salotto impedendo a Eleuterio di entrare col libro in mano nel divano che fu della suocera. Lei vorrebbe che il marito andasse a leggere il libro nel suo studio ma lui, sempre più adirato, prende una bottiglia di benzina con l'intenzione di dar fuoco alla casa. Dopo il litigio, Sempre Tua impedisce al consorte l'entrata nella veranda a seguito del programma di valorizzazione delle aree verdi.

#### Il piano regolatore(18 novembre 1973)
Sempre Tua deve ospitare in casa per qualche giorno il cane della sorella maggiore e, per il nuovo piano regolatore deciso da quest'ultima, pone la sua cuccia nello studio di Eleuterio. Lui vorrebbe rinchiuderlo in terrazza o in qualsiasi altra stanza, ma la moglie gli risponde che tutte le altre soluzioni non sono praticabili poiché la presenza del consorte agli occhi della sorella deturperebbe il paesaggio. Eleuterio imbraccia la doppietta, ma il cane lo aggredisce. Tempo dopo, Sempre Tua posiziona nel lavabo del bagno le anatre e i pesci rossi della sorella, ed il marito è costretto a sciacquarsi nel lavello di cucina.

#### La riforma sanitaria(25 novembre 1973)
Eleuterio nel chiudere lo sportello dell'automobile si fa male a un dito e, tornato a casa, chiede alla moglie alcool e garza per curare la tumefazione. Sempre Tua, attuando una riforma sanitaria progettata dalla sorella maggiore, ha svuotato interamente l'armadietto dei medicinali posizionando il materiale nei luoghi più svariati. Quando il marito si accorge che la garza non è più sterile perché la moglie ha aperto incautamente la confezione, chiede una pistola. Più tardi, Sempre Tua vuole intraprendere un rinnovo del guardaroba nell'armadio di Eleuterio.

#### L'inquinamento(2 dicembre 1973)
Per contrastare l'inquinamento ambientale, Sempre Tua fa costruire da un artigiano amico della sorella maggiore una nuova cappa da cucina con aspiratore in modo che Eleuterio non debba più fumare nel suo studio ma su una sedia piazzata nel soggiorno con collegamento apposito al tubo di scarico. Il marito, che sta cercando la sua pipa, tenta di sedersi ma il marchingegno posizionato sullo schienale lo disturba. In seguito Sempre Tua comincia la revisione della cassettiera di Eleuterio.

#### La ristrutturazione degli uffici(9 dicembre 1973)
Sempre Tua, su consiglio della sorella maggiore, nell'intento di sburocratizzare le ricerche opera una ristrutturazione degli archivi dello studio di Eleuterio rovistandogli la scrivania e posizionando i documenti in modo tale che il marito non trova più le ricette prescritte dal cardiologo, fatture e dichiarazioni dei redditi, messe nella libreria dentro romanzi e testi teatrali. Lui vorrebbe che rimettesse tutte le cose a posto, ma invano. Dopo il litigio, Sempre Tua inizia un secondo rinnovo del guardaroba di Eleuterio.

#### L'austerity(16 dicembre 1973)
Nel quadro del programma di austerity Sempre Tua decide di accendere la luce elettrica solo nelle stanze della casa dove risulta utile, mettendo le candele nello studio di Eleuterio, nel soggiorno e in salotto. Il marito, che sta preparando un saggio sul teatro di Pirandello, vorrebbe che lei rimettesse le lampadine e gli preparasse un caffè, ma risulta tutto inutile: i teatri chiudono alle 23 e i bar a mezzanotte. Dopo il litigio, Sempre Tua, in accordo con la sorella maggiore, inizia a progettare la ristrutturazione della casa.

#### L'incremento delle zone depresse(23 dicembre 1973)
Sempre Tua, per il programma di incremento delle zone depresse deciso dalla sorella maggiore, acquista un lampadario di Boemia e un tappeto persiano destinandoli alla stanza da bagno, considerata quella più spoglia di tutte, e trasforma la vasca in una fioriera. Per racimolare i soldi necessari vende l'impianto stereofonico, i fucili da caccia e due orologi di Eleuterio, che dovrà utilizzare il bagno di servizio dove c'è una doccia. Il marito afferra un tavolo da gioco e annuncia un programma di industrializzazione dell'abitazione della sorella. Tempo dopo, Sempre Tua progetta una seconda ristrutturazione.

#### Il tempo libero(30 dicembre 1973)
Sempre Tua una mattina sveglia Eleuterio di soprassalto alle sette, poiché in base alla nuova riorganizzazione del tempo libero decisa dalla sorella maggiore devono passare la mattinata domenicale uscendo fuori e recandosi nel bosco alla ricerca di funghi. Il marito, adirato per il sonno bruscamente interrotto, dapprima spera di trovarli velenosi e quindi, afferrata una candela, auspica che entrambe subiscano processi sullo stile di Torquemada, nel quale si identifica. Dopo il litigio, Sempre Tua intraprende un incremento delle attività sportive.

#### La culturizzazione delle masse(6 gennaio 1974)
Sempre Tua, per il programma di culturizzazione delle masse organizzato dalla sorella maggiore, durante il pranzo non serve più le portate a Eleuterio ma inizia a declamare poesie e a spiegare le origini dei vari alimenti e la formula chimica dell'acqua. Il marito, esasperato, va in salotto e prende un fucile e il suo antenato, l'archibugio – del quale spiega nel dettaglio la storia – con i quali eliminerà in un colpo solo il legame di parentela che lo lega a moglie e sorella. In seguito, Sempre Tua inizia a riorganizzare i festeggiamenti e le ricorrenze di compleanni e onomastici.

#### La tutela del paesaggio(13 gennaio 1974)
Eleuterio è adirato poiché non trova più i volumi dell'enciclopedia medica, il ritratto a olio di suo padre e, come se non bastasse, è scomparsa la visuale di una finestra. Sempre Tua, per il programma di tutela del paesaggio organizzato dalla sorella maggiore, ha disposto i volumi in ordine casuale nella libreria per creare vivacità nelle macchie di colore rosso, il ritratto l'ha piazzato nello sgabuzzino mettendoci al suo posto una fotografia della sorella da giovane, e ha spostato una scansia davanti alla finestra poiché quando la sorella si trova in visita da loro sulla terrazza, se vede il marito nello studio gli deturpa il panorama. Inoltre ha fatto sparire un busto di Napoleone poiché esso le rovina la visione della cristalleria. Eleuterio prende lo spiedo del girarrosto intenzionato a punire entrambe le donne. Dopo il litigio, Sempre Tua vuole intraprendere un secondo incentivo alle attività sportive. All'inizio della scenetta si fa esplicito riferimento alla Cometa Kohoutek, che in quel momento stava completando il perielio intorno alla Terra, alla quale accenna anche Johnny Dorelli all'inizio della trasmissione.

#### Il Mercato Comune(20 gennaio 1974)
Eleuterio esce furibondo dal suo studio poiché, dovendo andare a lavorare, non trova più le chiavi dell'automobile. Sempre Tua gli risponde che, in base alle regole del Mercato Comune, in accordo con la sorella, essendo il loro matrimonio in regime di comunione dei beni ha esportato il veicolo per importare una pelliccia per sé e trecentomila lire in contanti investite in oro per evitare svalutazioni. Inoltre, ha venduto tre fucili da caccia e la collezione di francobolli del consorte per acquistare una borsetta di coccodrillo, un paio di pattini a rotelle – con i quali pretende che lui si rechi al lavoro – sei foulard firmati, una stoletta di visone, tre lattine di cherosene e una mazzafionda. Eleuterio, dopo aver minacciato di chiudere entrambe le donne nello scantinato per effettuare alcune operazioni segrete, impugna la fionda, ci immette alcuni chiodi da tappezziere e prende la mira. Tempo dopo, Sempre Tua organizza alcune modifiche per incrementare l'edilizia.

#### La riforma burocratica interna(27 gennaio 1974)
Eleuterio, rientrando a casa, trova la porta d'ingresso lasciata incautamente aperta con il pericolo che possa entrare un malintenzionato a rubare i soldi tenuti dentro la scrivania e i suoi quadri. Sempre Tua gli risponde che, in base a una riforma burocratica interna progettata con la sorella, la porta deve restare spalancata per snellire il traffico, la circolazione monetaria e le belle arti: i soldi sono sul tavolo della cucina, cosicché lei quando deve acquistare qualche cosa non deve presentare domanda al marito e aspettare lo stanziamento, ma li prende direttamente, e i quadri sono stati posti nel tinello. Anche il giornale che lui acquista è stato da lei tagliuzzato per mettere in evidenza i titoli, l'oroscopo e gli annunci funebri; il resto è stato buttato nel cestino. Eleuterio prende un tavolo fratino con l'intenzione di scagliarlo addosso alla moglie. In seguito, Sempre Tua decide di ridimensionare le spese personali del marito con l'adozione di una nuova congiuntura.

#### La crisi energetica(3 febbraio 1974)
Eleuterio, entrato nel suo studio, trova un'antiquata macchina per scrivere appartenuta al padre al posto di quella elettrica e una candela al posto del lume. Alle sue rimostranze, Sempre Tua gli risponde che, nell'intento di fare economia a causa della crisi energetica, la macchina elettrica l'ha messa in cantina insieme al lume. Inoltre, non può portare a smacchiare il vestito del consorte né pulire le sue scarpe con la suola in gomma per risparmiare sui consumi della benzina. Potrebbe chiedere aiuto al nuovo vicino di casa, ma non se la sente perché anche lui ha avuto un inconveniente. Eleuterio pretende che le cose siano rimesse tutte a posto e afferra una cassapanca. Dopo il litigio, Sempre Tua in accordo con la sorella intraprende una riforma del sistema monetario.

#### L'organizzazione zootecnica e agraria(10 febbraio 1974)
Eleuterio entra nel suo studio e vi trova dodici piccioni da riproduzione – sei maschi e sei femmine – fatti entrare da Sempre Tua nell'ambito di una riorganizzazione zootecnica e agraria decisa con la sorella maggiore: da ora in avanti lei non andrà più a fare la spesa ma vivranno di produzione propria e per il bene comune. Nella vasca da bagno sono state piazzate trote, anguille, e capitoni nel bagno di servizio; di conseguenza il marito andrà a lavarsi dalla vicina di casa, alla quale donerà il pesce. Sul terrazzo non ci sono più ficus, rosai e bouganvillea ma coltivazioni di verdure e tuberi che scambierà col fornaio in cambio del pane; alcuni conigli sono nel salotto, da scambiare col macellaio per le bistecche. Quando la moglie gli propone di piantare un ulivo nello studio per ottenere olio, Eleuterio imbraccia il fucile. Tempo dopo, Sempre Tua progetta un terzo incentivo della vita sportiva del consorte.

#### L'incremento del turismo(17 febbraio 1974)
Sempre Tua, per incrementare il turismo e favorire gli scambi culturali trasforma l'appartamento in albergo ospitando una sua cugina di Firenze nello studio di Eleuterio, una zia di Bari nella camera degli ospiti e una coppia di coniugi proveniente da Torino nella loro stanza da letto. L'automobile del marito è stata requisita dalla sorella maggiore che sta portando a fare un giro turistico un suo zio che dormirà in soggiorno. La serata sarà poi allietata da un concerto di musica classica grazie ai due coniugi che forniscono gli strumenti. Eleuterio se ne accorge poiché trova la porta dello studio chiusa a chiave; identificandosi in Orazio Coclite, pretende che entro due ore gli occupanti sloggino. In seguito, Sempre Tua intende sburocratizzare i finanziamenti settimanali del coniuge.

#### Il potenziamento delle attività sportive(24 febbraio 1974)
Sempre Tua, in accordo con la sorella maggiore, con l'intento di potenziare le attività sportive di Eleuterio, mette i suoi libri e la rubrica del telefono nei punti più nascosti e difficilmente raggiungibili della soffitta, sostituisce la scrivania con un piccolo tavolino dove è posta soltanto la macchina da scrivere; il resto è piazzato sul pavimento. L'apparecchio telefonico è stato messo nella credenza della stanza di servizio, cosicché il marito deve prendere una scala, fare le flessioni e correre a perdifiato per rispondere alle chiamate. Lui pretende che sia smantellato tutto in breve tempo, e afferra un bastone con il quale si dedicherà al lancio del giavellotto. In seguito Sempre Tua intraprende un rinnovo dell'armadio e del guardaroba di Eleuterio.

#### L'economia interna(3 marzo 1974)
Sempre Tua è disperata poiché la sorella maggiore, dopo tante liti, si trova sull'orlo del collasso nervoso; ma anche Eleuterio si sente male poiché la portinaia, trovandosi al terzo mese di gravidanza, è stata sostituita da un portiere. Lei però, continua comunque a risolvere a voce i suoi problemi durante la settimana. In un ultimo tentativo di normalizzare la convivenza, Sempre Tua adotta un nuovo sistema di economia interna. Poiché il marito spende troppo, per ridimensionare le spese superflue toglie le settecentomila lire tenute nel cassetto della scrivania consegnandole alla sorella a titolo di deposito cauzionale; a lui darà una tessera settimanale. Ogni volta che Eleuterio beve qualche bicchiere in più o ascolta qualche disco di troppo arriva una multa da detrarre dal deposito. Quando la moglie pretende che nei giorni festivi si tolga le scarpe quando entra in casa e cammini a piedi nudi sul pavimento a causa del divieto di circolazione dei veicoli, il marito prende una palla di ferro. Alla fine Sempre Tua non cambierà idea sul conto di Eleuterio, considerandolo sempre nel peggiore dei modi, mentre il consorte quasi sicuramente continuerà a bisticciare con Sempre Tua, la quale nel frattempo intraprende uno svecchiamento graduale della sua libreria. Sketch conclusivo dell'intera saga.